# Adeylithon
Adeylithon, novi rod crvenih algi opisan 2019. godine i smješten u porodicu Hydrolithaceae. Jedina je vrsta morska alga A. bosencei, otkrivena u Velikom koraljnom grebenu, kod otoka Lizard Island.